# Arkanoid
Arkanoid est un jeu d’arcade de type casse-briques développé par Taito en 1986 et porté sur de nombreux supports familiaux. C’est le premier jeu de la série Arkanoid. Le jeu est basé sur le même principe que Breakout d'Atari Inc. (1976).

## Synopsis
Une attaque extraterrestre détruit le vaisseau spatial « Arkanoid » et ne laisse qu'un seul rescapé : le vaisseau « Vaus ». Envoyé dans une autre dimension par un mystérieux ennemi, Vaus devra passer plusieurs dispositifs de sécurité, puis détruire « Doh », l'alien responsable de l'agression.

## Système de jeu

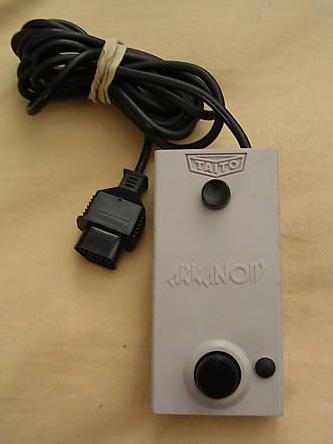
Cette manette « Vaus », à brancher sur une console NES, est spécifique au jeu Arkanoid.

Le joueur déplace de droite à gauche une barre horizontale censée représenter un vaisseau spatial. Ce plateau, positionné en bas de l'écran, permet de faire rebondir une balle qui va détruire des blocs situés en haut de l'écran. Le joueur passe au niveau suivant lorsque tous les blocs sont détruits (excepté certains blocs indestructibles) ; le joueur perd une vie à chaque fois qu'il laisse filer la balle au bas de l'écran. Le jeu est constitué de 32 niveaux.
Les blocs possèdent différentes couleurs signalant des propriétés différentes :
- tout bloc standard touché par la bille est détruit en un seul coup ;
- tout bloc gris doit être touché plusieurs fois pour être cassé (de 1 à 3 coups, selon l'état initial du bloc) ;
- tout bloc jaune est indestructible (la bille rebondit dessus).

La destruction d'un bloc permet parfois d'obtenir un bonus ou un malus représenté par une lettre et activé lorsqu'il est intercepté par le vaisseau. Voici quelques exemples d'effets :
- la taille du vaisseau augmente ou diminue (ce qui offre plus ou moins de surface pour faire rebondir la bille) ;
- le vaisseau est équipé de 2 canons permettant de tirer sur les blocs ;
- une porte s'ouvre et permet d'accéder au niveau suivant ;
- le nombre de billes en jeu est multiplié par trois ;
- la vitesse de la bille augmente ou diminue ;
- le joueur obtient une vie supplémentaire ;
- la bille devient noire et peut détruire tous les types de blocs, sans rebondir (bonus limité dans le temps) ;
- un champ de force apparaît sous le vaisseau et empêche la bille de tomber (bonus limité dans le temps, ou dissipé si la bille percute le champ plus d'un certain nombre de fois).
- le vaisseau devient aimanté et retient la bille à son contact.

## Équipe de développement
- Game designer : Akira Fujita
- Programmation : Yasumasa Sasabe

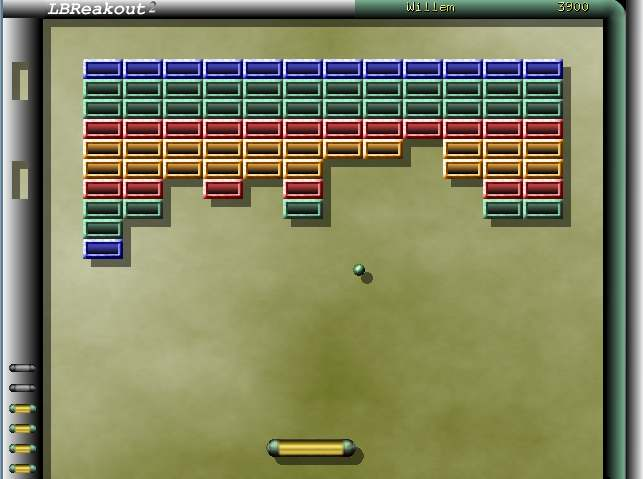
Copie d'écran du jeu LBreakout2, un logiciel libre similaire à Arkanoid.

- Directeur du matériel et programmeur associé : Toshiyuki Sanada
- Assistant programmeur : Toru T.
- Designer graphique : Onijust H.
- Musique : Hisayoshi Ogura
- Effets sonores : Tadashi Kimijima
- Concepteur des patterns : Akira Iwai

## Accueil
Le jeu est l'une des entrées de l'ouvrage Les 1001 jeux vidéo auxquels il faut avoir joué dans sa vie.